# Boyoz

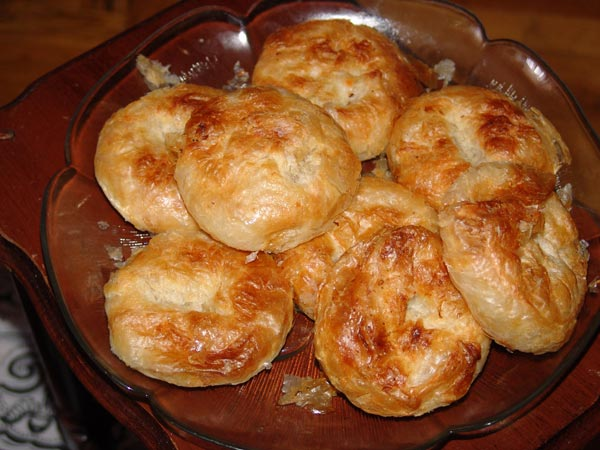
Boyoz

Boyoz es el nombre de un panecillo tipo çörek de la cocina turca, especialmente de la ciudad de Esmirna y sus alrededores. Se parece a otro çörek más común en el resto del país llamado açma.

## Procedencia
Su nombre viene del castellano bollos y fueron introducidos en la gastronomía de la región del Egeo y de Turquía por los judíos sefardíes, expulsados de España y acogidos por el Imperio Otomano después de 1492.

## Etimología
El lingüista turco Sevan Nişanyan ha rastreado los orígenes de la palabra boyoz hasta el latín bulla, determinando que los boyoz turco y los bollos españoles tienen el origen de su nombre en su forma de bola.

## Elaboración
La masa para preparar el boyoz es una mezcla de harina, levadura,  aceite de girasol y un poco de tahina. Se la amasa a mano y se deja reposar dos horas. Luego la masa es amasada con un palo hasta que tenga 0.5 cm de espesor y se la deja reposar nuevamente. Luego se la amasa y pliega una vez más antes de darle la forma de un rollo y nuevamente se la deja reposar por varias horas. Cuando la masa todavía está suave, pero próxima a disgregarse, se la corta formando pequeñas bolas y se las coloca sobre fuentes donde se las marina en aceite vegetal de 30 min a 1 hora. La pasta entonces toma una forma ovalada y adquiere la consistencia de un hojaldre. Luego las pequeñas bolas son colocadas en una placa que se coloca en un horno muy caliente, a veces los boyoz se rellenan con queso o espinacas. También se pueden hacer con hojaldre en vez de masa.

## Su consumo
El boyoz es un producto típico de desayuno callejero y casi siempre se consume junto con huevos duros, queso y té turco.

## Festival de Boyoz
El primer Festival de Boyoz de Esmirna (1. İzmir Boyoz Festivali en turco) fue realizado en mayo de 2012.